# Brachynarthron simile
Brachynarthron simile là một loài bọ cánh cứng trong họ Cerambycidae.